# Močvarni čistac
Močvarni čistac (čistac blatni, oslišćenjak, kratkopetiljni čistac, gustocvjetni čistac, lat. Stachys palustris), biljka je iz porodice Lamiaceae. Cvate od lipnja do rujna ružičastim cvjetovima. Naraste do 80 cm visine. Udomaćen je u dijelovima Euroazije. Podanak je ove biljke jestiv.

## Sastav
U nadzemnim dijelovima biljka sadrži betain, tanine, organske kiseline, eterično ulje, askorbinsku kiselinu (132 mg%); u sjemenu - 38-44% sušivog masnog ulja .

## Uporaba u narodnoj medicini
Nadzemni dio je korišten u narodnoj medicini za upalu grla, alergija, za zacjeljivanje rana, sedativ, protuupalno sredstvo.

## Vanjske poveznice
PFAF database Stachys palustris